# Keiem
Keiem is een dorp in de Belgische provincie West-Vlaanderen en een deelgemeente van de stad Diksmuide. Het grondgebied van Keiem grenst ten westen aan de IJzer, waarover de Tervatebrug ligt. Keiem heeft een oppervlakte van 12,92 km² en telde in 2007 bijna 1300 inwoners.

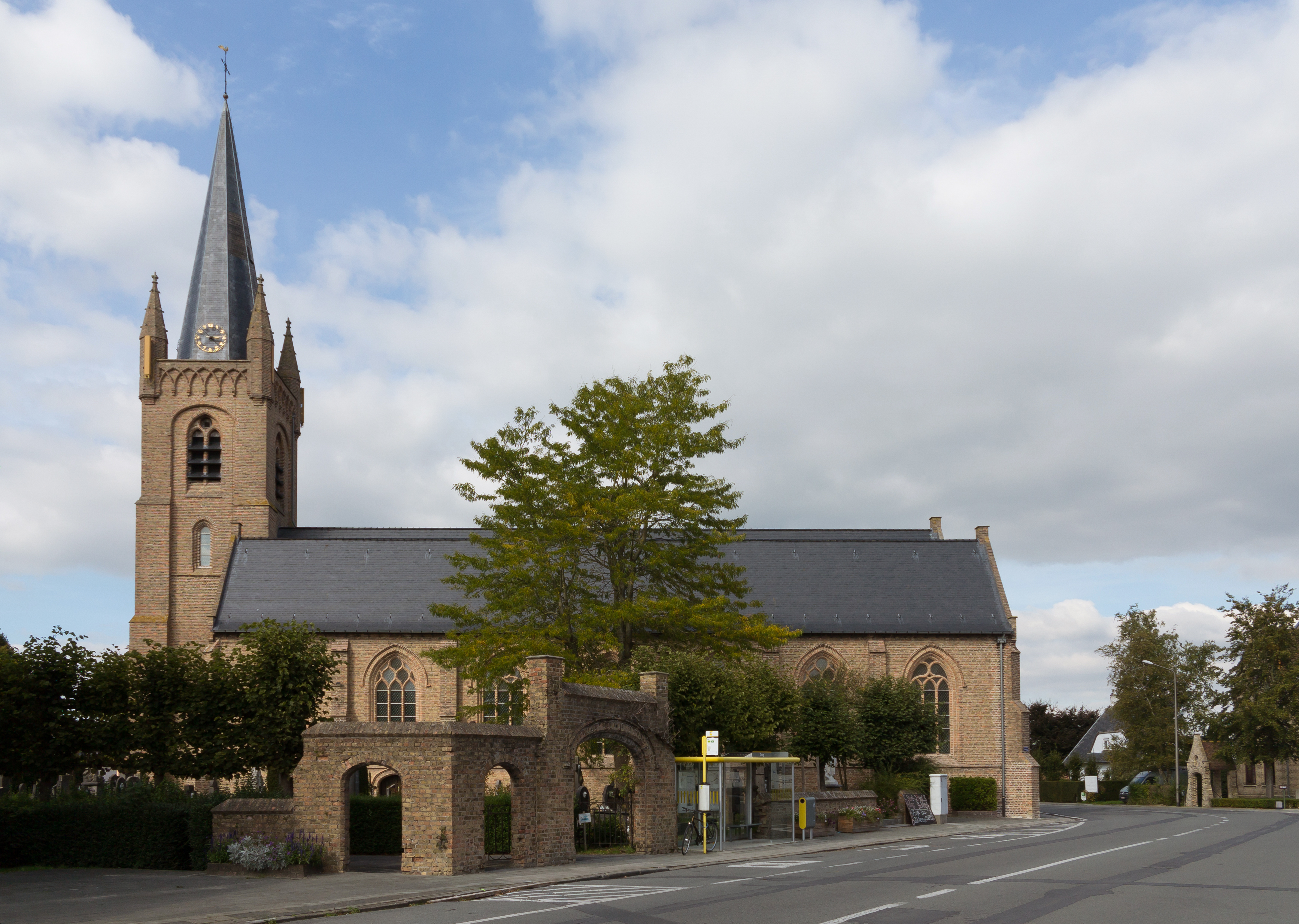
Sint-Niklaaskerk

## Geschiedenis
Door de relatief hoge ligging van Keiem zou de omgeving al in de vroeg-Romeinse tijd bewoond kunnen zijn. Pas in 1203 werd Keiem echter in een schriftelijke bron vermeld, als Caihem; hoewel de plaats in de 12e eeuw een rol speelde als verblijfplaats van Bertulf die, na de - mede door hem beraamde - moord op graaf Karel de Goede in 1127, hierheen vluchtte, waar hij bezittingen had.
Waarschijnlijk werd de parochie in de 13e eeuw afgescheiden van die van Vladslo. In de 13e en 14e eeuw kende de lakennijverheid een zekere bloei, maar in 1384 kwam daar een einde aan, toen het recht tot uitvoer van deze lakens werd ingetrokken.
In 1488 werd Keiem geplunderd door de troepen van Maximiliaan van Oostenrijk. In 1566 werd de kerk opnieuw geplunderd, nu vanwege de godsdiensttwisten.
Naast door de natuur veroorzaakte overstromingen had Keiem ook te maken met militaire inundaties.
In 1876 kwamen de Zusters van Liefde van Maria uit Heule naar Keiem, waar ze tot 1967 bleven.
Keiem had veel te lijden van de Eerste Wereldoorlog. Het Belgische leger besloot eerst een voorlinie in te richten, waarbij de windmolens en de kerktoren werden opgeblazen. Na een driedaagse veldslag, waarbij Keiem zwaar werd gebombardeerd, viel de plaats in handen van de Duitsers. Opnieuw trachtten de Duitsers de IJzer over te steken, maar op 30-31 oktober werden de sluizen geopend, waardoor de IJzervlakte overstroomde en de Duitsers zich van de linkeroever van de IJzer moesten terugtrekken. Op 16 oktober 1918 werd het – vrijwel volledig verwoeste – Keiem bevrijd.
Van 1919-1925 vond de wederopbouw plaats en op 12 juli van het laatstgenoemde jaar werden ook de Belgische militaire begraafplaats en het standbeeld voor de gevallen oud-strijders en de burgerlijke slachtoffers van de Eerste Wereldoorlog ingehuldigd.
Van de Duitse bezetting tijdens de Tweede Wereldoorlog werd Keiem door Canadese troepen op 7 september 1944 bevrijd.
In 1971 fuseerde Keiem met Beerst, en in 1977 werd deze gemeente bij Diksmuide gevoegd.

## Bezienswaardigheden
- De Sint-Niklaaskerk

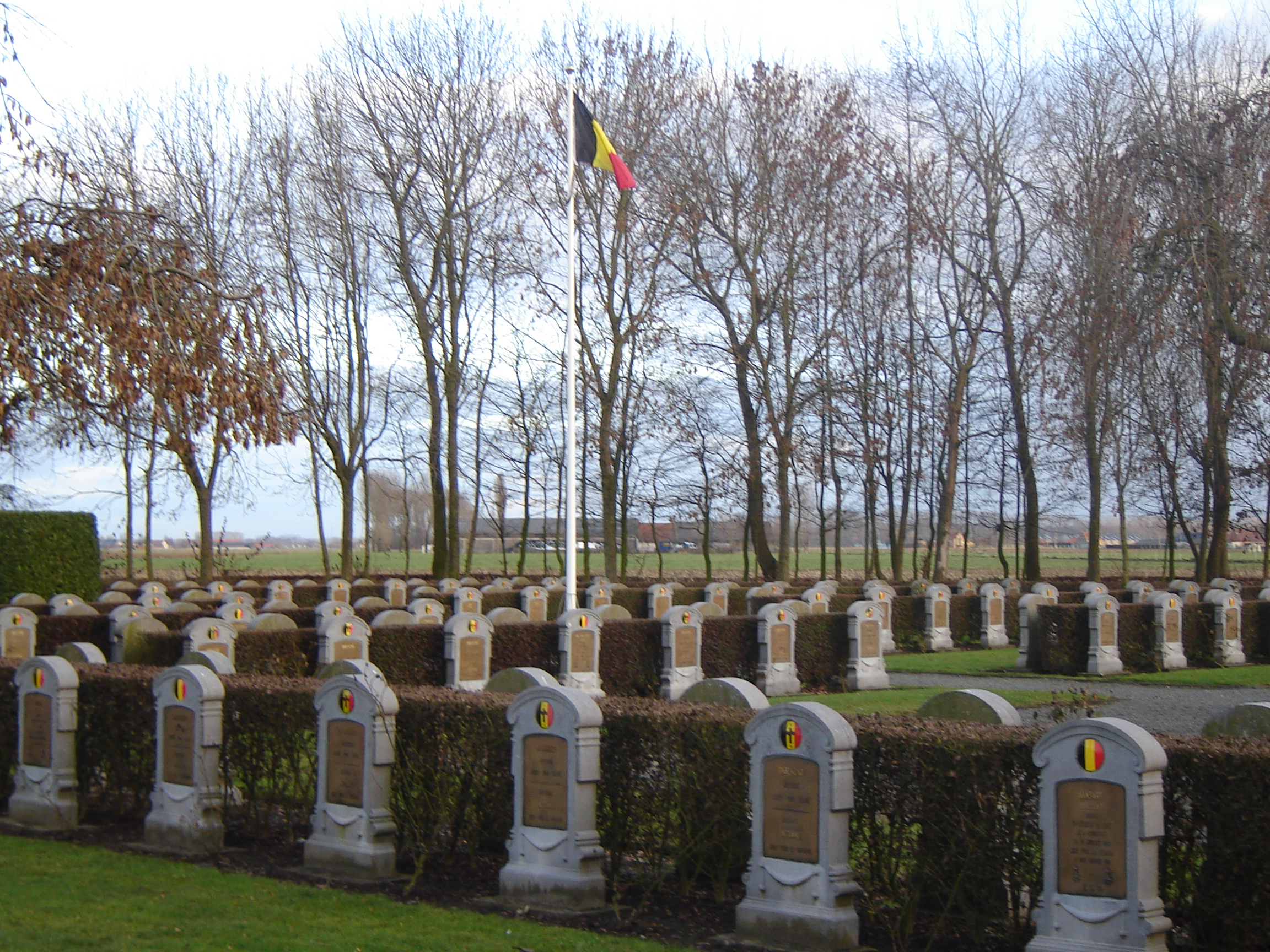
Belgische militaire begraafplaats

- De Belgische militaire begraafplaats van Keiem, waar meer dan 600 gesneuvelde Belgische soldaten liggen.

- 't Kakelend Kippenmuseum, een bezoekboerderij met honderd soorten kippen en een dierenpark met verschillende neerhofdieren.[2]

## Natuur en landschap
Keiem ligt op de grens van het West-Vlaamse poldergebied en Zandlemig Vlaanderen op een hoogte van ongeveer 5 meter. Ten westen van Keiem bevindt zich de IJzervlakte. Hier loopt ook het Zijdelinggeleed, in noordwestelijke richting.

## Demografische evolutie
Opm:1831 t/m 1970=volkstellingen

## Politiek

### Burgemeesters (1920-1970)
- 1919-1921: Désiré Van Besien (dienstdoend burgemeester)
- 1921-1941: Maurice Blontrock
- 1941-1944: Camiel Vandevyvere
- 1944-1947: Maurice Blontrock
- 1948-1958: Robrecht Sanders
- 1959-1970: Camiel Sinnaeve

## Religieuzen
In Keiem waren volgende kloostergemeenschappen werkzaam:
- 1876-1967: congregatie zusters van Liefde van Heule
- 1968-1976: congregatie zusters van het Onbevlekt Hart van Maria van Vladslo

## Nabijgelegen kernen
Beerst, Leke, De Mokker, Stuivekenskerke